# 孫季卿
孫季卿（英語：Suen Kwai Hing，1932年—2015年11月30日），原名孫國樑，香港資深甘草演員，早年為佳藝電視旗下演員。1978年佳藝電視倒閉後至1983年，一度遊走於無綫電視及麗的電視（即今日的亞洲電視），充當臨時演員。

## 簡歷
孫季卿的祖父是私塾（俗稱「卜卜齋」）老師，父親早年在香港當苦力，後來轉行賣豬，曾擔任香港豬欄商會監事長。他在10歲時返回鄉下讀書，其後日軍攻陷香港，他在畢業後加入了惠州東江軍，軍銜為中尉，並當上射擊系助教。他曾於無綫電視《K-100》節目的“唐樓”環節中透露，自己曾於1950年代加入中國人民志願軍，並參與過韓戰。
孫季卿在40多歲時返回香港定居，原打算繼承父業，但因行業式微而作罷，後輾轉在時任佳藝電視管理層成員兼香港語言及文史學者何文匯建議下，於佳藝電視當上演員。1984年，他正式成為無綫電視基本合約藝員，他善於塑造各種不同類型的職業人物，包括醫生、教師、職工、校長等，當中演出最多的職業是大廈看更；其妻子在2000年代過世，育有一子。
孫季卿的中國文學及中國書法造詣甚深，工詩詞。他曾自言書法是自學而成，並源於小時候在中國內地讀書交書法功課時，曾臨摹顏真卿、柳公權以及永瑆等書法大家的字帖。
2012年，孫季卿後頸生出一顆腫瘤，由小漸漸變大，但聽取醫生的意見後，鑑於自己年事已高，於是決定不把它割除，而化妝時便以頭髮遮掩；後有人發現在2000年上映的《金裝四大才子》中，就已經有此腫瘤。2014年選擇退休，结束三十餘年的影視生涯，而《使徒行者》和《名門暗戰》為其告别作。同年11月20日，他於「TVB長期服務暨傑出員工頒獎禮晚宴」上獲頒30年金牌，至2015年11月30日病逝，享年83歲。

## 演出作品

### 電視劇（麗的電視/亞洲電視）
- 1979年
  - 怒劍鳴 飾 青龍幫主
- 1980年
  - 浮生六劫 飾 收買佬
  - 人在江湖 飾 表叔、醫生
  - 浪濺長堤 飾 地盤工頭
  - 大地恩情 飾 蝦公
  - 大內群英續集 飾 太醫
  - 太極張三豐
- 1981年
  - 浴血太平山 飾 馬志和
  - 再會太平山
  - 女媧行動 飾 按察司
  - 大昏迷 飾 街坊
  - 蕩寇誌 飾 縣官
- 1982年
  - 家春秋 飾 周桂
- 1983年
  - 一江春水向東流 飾 大隊長
  - 劍仙李白 飾 程老師

### 電視劇（無綫電視）
- 1979年
  - 楚留香 飾 掌櫃
- 1980年
  - 上海灘龍虎鬥 飾 紀先勇傭人
- 1981年
  - 火鳳凰 飾 朱先生
- 1982年
  - 十三太保 飾 太醫
- 1983年
  - 播音人 飾 茶樓老闆
  - 射鵰英雄傳之鐵血丹心 飾 茶寮老闆
  - 射鵰英雄傳之東邪西毒 飾 旺財（豬肉店老闆）
- 1984年
  - 鹿鼎記 飾 玉林大師
  - 武林聖火令 飾 空明大師
  - 楚留香之蝙蝠傳奇 飾 張簡齋
- 1986年
  - 陸小鳳之鳳舞九天 飾 孤松
  - 流氓大亨 飾 （鍾家花王）
  - 倚天屠龍記 飾 朱家管家
- 1987年
  - 天狼劫 飾 貴叔
- 1988年
  - 絕代雙驕 飾 萬春流
  - 斗气一族 飾 旺叔
  - 太平天國 飾 村長/店長
  - 奇門鬼谷 飾 賓客
- 1989年
  - 花月佳期
  - 義不容情
  - 回到唐山
  - 俠客行 飾 妙第大師
  - 邊城浪子 飾 邊城老版
  - 他來自江湖 飾 大叔（第15集）
  - 淘氣雙子星 飾 鄭伯
  - 黃土恩情 飾 烏校長
- 1990年
  - 燃燒歲月 飾 常滿父
  - 人在邊緣 飾 倫叔
- 1991年
  - 男盜女差 飾 珍叔
  - 卡拉屋企 飾 梁伯（第10集）
- 1992年
  - 九反威龍 飾 漁民
  - 大時代 飾 士多老闆
  - 壹號皇庭 飾 徐福
  - 重案傳真 飾 福伯
- 1993年
  - 天倫 飾 夥計
  - 射雕英雄傳之九陰真經 飾 老版
  - 小李飛刀 飾 船夫
  - 壹號皇庭II 飾 卿叔
  - 不可思議星期二之驚宴飾 王伯（第一輯第一集）
- 1994年
  - 阿Sir早晨 飾 洪叔（第十三集）
  - 異度凶情 飾 至登大師、盲公
- 1995年
  - 刑事偵緝檔案 飾 陳伯（第4集）
  - 刑事偵緝檔案II 飾 陳浩明（第3集）
  - O記實錄 飾 貴叔友人
  - 刀馬旦 飾 黃經理
  - 一切從失蹤開始 飾 劉福
  - 包青天 飾 忠　伯
- 1996年
  - 天地男兒 飾 大飛父
  - 聊齋之流光情劫 飾 天陀子
  - 笑傲江湖 飾 莫大
  - 900重案追兇 飾 友叔
  - 十三密殺令 飾 海寶
- 1997年
  - 狀王宋世傑 飾 狀師
  - 鑑證實錄 飾 得叔
  - 天龍八部 飾 玄苦大師
  - 洗冤錄 飾 黃伯
- 1998年
  - 鹿鼎記 飾 玉林大師
  - 西遊記（貳） 飾 南極仙翁
  - 聊齋 (貳)之綠野飛仙 飾 長老
- 1999年
  - 創世紀 飾 德叔
  - 茶是故鄉濃 飾 藥材舖趙老闆、大夫
- 2000年
  - 碧血劍 飾 溫體仁
  - 男親女愛 飾 杜青岩
  - FM701 飾 找中醫男人（第13集）
- 2001年
  - FM701 飾 陳編輯（第35集）
  - 美味情緣 飾 七叔
  - 尋秦記 飾 玉器匠（第3集）
  - 倚天屠龍記 飾 獎缽龍頭
  - 酒是故鄉醇 飾 忠叔
- 2002年
  - 彩色世界 飾 興叔
  - 洛神 飾 獵人（第17集）
  - 烈火雄心II 飾 公公（第19集）
  - 皆大歡喜 (古裝電視劇) 飾 榮伯、賣粽伯、逃犯老伯
  - 流金歲月 飾 佳爺爺（第28集）
  - 戇夫成龍 飾 王師傅
- 2003年
  - 洗冤錄II 飾 大夫（第5,7,16-17,19,22集）
  - 皆大歡喜 (時裝電視劇) 飾 王伯、七叔、林伯、木村父、老伯、陳伯、何伯
  - 美麗在望 飾 炭爐公公
  - 西關大少 飾 前廣運行員工（第17集）
- 2004年
  - 皆大歡喜 (時裝電視劇) 飾 公公、老闆、業主、陳伯、燒臘夥計
  - 秀才遇著兵 飾 周旭
  - 楚漢驕雄 飾 劉太公（劉邦之父）
  - 天涯俠醫 飾 福伯
  - 棟篤神探 飾 錦
- 2005年
  - 皆大歡喜 (時裝電視劇) 飾 老漢
  - 老婆大人 飾 圍村村長
  - 酒店風雲 飾 單眼伯
  - 佛山贊師父 飾 陳伯
- 2006年
  - 施公奇案 飾 居民
  - 飛短留長父子兵 飾 旺伯
  - 鐵血保鏢 飾 司徒大夫
  - 女人唔易做 飾 解籤佬（第5、11、17、22集）
  - 鳳凰四重奏 飾 陳伯（第27-28集）
  - 潮爆大狀 飾 蛋撻店職員
  - 滙通天下 飾 雲中樓老闆
- 2007年
  - 牛郎織女 飾 坤叔
  - 天機算 飾 丁掌櫃
  - 舞動全城 飾 英叔
  - 強劍 飾 長老
  - 同事三分親 飾 叔公（第144集）
- 2008年
  - 千謊百計 飾 夥計（第9,15-17集）
  - 奸人堅 飾 相士
  - 與敵同行 飾 金吊桶
  - 師奶股神 飾 街坊（第1集）
  - 甜言蜜語 飾 十叔
  - 尖子攻略 飾 世叔伯
  - 銀樓金粉 飾 十 叔
  - Click入黃金屋 飾 劍叔
- 2008 - 2010年
  - 畢打自己人 飾 盲公張（第291集）
- 2009年
  - 學警狙擊 飾 興叔
  - 巾幗梟雄 飾 華叔
  - 碧血鹽梟 飾 徐廟祝
  - 蔡鍔與小鳳仙 飾 街坊
- 2010年
  - 老公萬歲 飾 老伯伯（第8集）
  - 秋香怒點唐伯虎 飾 老太監
  - 天天天晴 飾 相機店東主
  - 鐵馬尋橋 飾 古玩舖老闆
  - 掌上明珠 飾 士多老闆
  - 女王辦公室 飾 楊聰
  - 讀心神探 飾 包租公
  - 施公奇案II 飾 大夫（第19集）
- 2011年
  - 七號差館 飾 雞檔老闆
  - 怒火街頭 飾 保叔
  - 真相 飾 甘伯
  - 九江十二坊 飾 陳伯
  - 不速之約 飾 病人（第12集）
  - 法證先鋒III 飾 阿伯（第12集）
  - 我的如意狼君 飾 裁縫師（第12集）
- 2012年
  - 缺宅男女 飾 屋主（第9集）
  - 東西宮略 飾 守墓人（第10-11集）
  - 盛世仁傑 飾 白夫子
  - 怒火街頭2 飾 鳳父（第21集）
  - 巴不得媽媽... 飾 解籤佬（第8、10集）
  - 天梯 飾 花生檔小販
  - 愛·回家 (第一輯) 飾 蔡興貴（第155集）
- 2013年
  - 戀愛季節 飾 老人
  - 金枝慾孽貳 飾 佟泰
  - 衝上雲霄II 飾 被歧視旅客（第1集）
- 2014年
  - 使徒行者 飾 福哥
  - 名門暗戰 飾 小紅星

### 電影
| 年份 | 片名                   | 角色   |
| 1979 | 天龍訣                 |        |
| 1981 | 大毛見小毛             | 小毛父 |
| 1982 | 靚妹仔                 | 老師   |
| 1982 | 新天龍八部             | 醫者   |
| 1983 | 毀滅號地車             |        |
| 1983 | 田雞過河               |        |
| 1984 | 還我少林               |        |
| 1987 | 黑色午夜               | 父親   |
| 1988 | 肥貓流浪記             | 村民   |
| 1990 | 嘩鬼住正隔籬           |        |
| 1990 | 越柙飛龍               |        |
| 1990 | 孖仔孖心肝             | 堅叔   |
| 1991 | 五億探長雷洛傳：雷老虎 | 賭客   |
| 1991 | 英雄淚                 |        |
| 1991 | 末路狂奔               |        |
| 1992 | 大時代                 |        |
| 1993 | 拳聖                   |        |
| 1993 | 愛到盡頭               |        |
| 1993 | 後窗驚魂               |        |
| 1994 | 射雕英雄傳             | 老蚊公 |
| 1995 | 明日天涯               |        |
| 1995 | 出更二人組             | 租客   |
| 2011 | 檔案無法刪除           |        |

### 音樂錄像
- 1986年
  - 劉美君《一對舊皮鞋 （页面存档备份，存于）》

## 外部連結
- 孫季卿在香港影庫上的簡介
- 2013年6月20日無綫電視節目《今日VIP》專訪（页面存档备份，存于）